# بوبي فرايبيرج دا كروز
بوبي فرايبيرج دا كروز (بالسويدية: Bobbie Friberg da Cruz)‏ هو لاعب كرة قدم سويدي، ولد في 16 فبراير 1982 في غوتنبرغ في السويد. لعب مع غايس غوتنبرغ ونادي راندرس ونادي ماريهامن ونادي نورشوبينغ.

## وصلات خارجية
- بوبي فرايبيرج دا كروز على موقع اتحاد السويد (السويدية)
- بوبي فرايبيرج دا كروز على موقع قاعدة بيانات كرة القدم.إي يو (الإنجليزية)
- بوبي فرايبيرج دا كروز على موقع Soccerway.com (الإنجليزية)